# Engie
A Engie, anteriormente GDF SUEZ (Euronext: GSZ) é um grupo empresarial francês, o segundo maior do mundo no ramo de energia, segundo a Global 500 2010 da revista Fortune. Atua na geração e distribuição de eletricidade, gás natural e energia renovável. 
A Engie é também a maior empresa de serviços públicos do mundo, em volume de negócios, e a maior produtora independente de energia do mundo desde que estabeleceu uma joint venture com a eletricitária britânica International Power, em 2010.
O grupo GDF SUEZ nasceu da fusão entre a Gaz de France e a SUEZ, em 22 de julho de 2008. É listado no mercado Euronext em Paris e Bruxelas e faz parte dos índices CAC 40 e BEL 20. No Brasil, controla a Tractebel (antiga Gerasul, e é líder do consórcio para construção da Usina Hidrelétrica de Jirau, no rio Madeira, em Rondônia, uma das principais obras do PAC.

## História

### Fusão Gaz de France – Suez
O projeto de fusão dos grupos Gaz de France e Suez foi anunciado publicamente dia 25 de fevereiro de 2006. Esse projeto foi a forma oficial de encarar a ameaça hóstil de oferta pública de aquisição (OPA) que a italiana Enel fez à Suez. No seu discurso sobre o « patriatismo econômico », o então primeiro-ministro francês, Dominique de Villepin, anunciou a fusão do grupo público Gaz de France com o grupo privado Suez. Para que essa fusão fosse aceita, a lei do setor de energia previu no artigo 39, a privatização da Gaz de France. A participação do Estado seria então reduzida de 70% (o nível mínimo previsto pela Lei de 9 de agosto de 2004 no setor público de energia elétrica e empresas de gás e eletricidade) para 34%. Essa lei previu uma troca de 21 ações Gaz de France contra 22 ações Suez. Nicolas Sarkozy, então Ministro da Fazenda, durante vários meses se opôs ao projeto do governo de Villepin, de fundir as duas empresas. Esta fusão acabou por ser adiada, em novembro de 2007, pelo Tribunal de Apelação de Paris, por falta de informação para as obras de Gaz de France. O projeto foi adiado novamente pelo Conselho Constitucional, até 1 de julho de 2008 ou seja para depois das eleições presidenciais francesas. Mais de um ano e meio depois do seu anúncio, Suez e Gaz de France foram oficialmente unidas dia 3 de setembro de 2007 para criar o novo gigante da energia europeia, enquanto Suez Environnement adquiria sua independência. Conhecida como GDF SUEZ, a nova empresa tem um volume de negócios superior à 80 bilhões de Euros.

### O pós-fusão
GDF SUEZ organizou dia 26 de novembro de 2008 o "Dia do Investidor", para avaliar de progresso dos processos de integração pós-fusão, o programa de investimentos, as sinergias, a estratégia do novo grupo à meio-prazo e seus objetivos operacionais e financeiros. Segunda a lista das "40 melhores empresas do mundo em 2009", elaborada pela empresa de consultoria internacional AT Kearney para a revista Business Week, GDF SUEZ ficou na sexta posição  (1 ª empresa europeia).

### Criação da filial de energia internacional - GDF SUEZ
GDF SUEZ anunciou dia 10 de agosto de 2010 a fusão com o eletricista britânico International Power. Algumas de suas atividades, incluindo aquelas sob o nome de GDF SUEZ Energy International (América Latina, América do Norte, Médio Oriente, Ásia, África) serão cobertas por ela e as do Reino Unido e Turquia, pela International Power. Dessa operação sairá a New International Power. O grupo francês vai acumular por sua vez 70% do capital da empresa britânica. A reconciliação entre a International Power e GDF SUEZ Energy International foi aprovada dia 16 de dezembro de 2010 por mais de 99% da Assembleia Geral dos acionistas da International Power. A partir dessa fusão nasceu a líder mundial de produção independente de energia. Ele também fortalece a liderança global da GDF SUEZ na área de coletividades ("utilities"). O Grupo se torna então o n.º 1 mundial da indústria em termos de vendas com mais de 84000 milhões de euros em 2009 e o primeiro utilitário na Europa em termos de volumes de gás sob gestão (mais de 1300 TWh).
Graças à International Power, a GDF SUEZ adiciona 7100 MW aos seus 7400 MW na América do Norte. Aos 12 000 MW de GDF SUEZ na Ásia, África e Oriente Médio, a International Power proporcionou 7400 MW no Oriente Médio e 4900 MW na Ásia. Power International pôde finalmente se estabelecer no Reino Unido (9.200 MW) e na Austrália (3.700 MW). Um total de 32 358 MW de capacidade de geração de eletricidade que foram adicionadas à GDF SUEZ, elevando sua capacidade total de 70.248 MW para mais de 100 000 MW. 61% das plantas Power International são alimentadas por gás, complementando GDF Suez e sua produção de gás.
Em termos de vendas, a GDF SUEZ com os 5090 milhões de libras da Power International, torna-se a n.º 1 em termos de eletricidade e gás no mundo, com um total de 84 milhões de euros em volume de venda em 2009, seguido pelo alemão E. ON (82 bilhões de euros em 2009). Em termos de eletricidade unicamente, GDF SUEZ está classificada como número dois atrás de outro francês, a EDF.

### Posição do grupo no mercado
- Eletricidade
  - 1o. produtor independente mundial
  - 1o. produtor independente no Golfo e no Brasil
  - 5o. produtor na Europa
  - 113 GW de capacidade de produção elétrica instaladas até fim 2010
  - 19 GW de capacitação no final de 2010
  - Aumento de 50% na capacidade de energia renovável entre 2009 e 2015
  - Capacidade prevista para 150 GW em 2016 incluindo 90 GW para fora da Europa
- Gás natural
  - 1 200 TWh fornecidos no final de 2010
  - 1o. comprador na Europa
  - 1as. redes de transporte e distribução na Europa
  - 2o. operador de armazenamento na Europa
  - 362 licenças de exploração e/ou de produção em 16 países
  - 815 Mbep de reservas existentes e prováveis
  - 51,2 Mbep de gás natural e de hydrocaburadores liquidos produzidos em 2010
- LNG
  - 1o. importador na Europa
  - 3o. importador mundial
  - 2o. operador de terminais LNG na Europa
  - Uma frota de 18 navios LNG com dois gaseificadores
- Serviços de energia
  - 1o. fornecedor mundial de serviços de energia eficaz e renovável
  - 1 300 implantações na Europa
  - 160 redes de aquecimento e arrefecimento urbanos gerenciados no mundo
  - 35 parcerias publicas e privadas através da Europa
- Meio ambiente
  - 2o. prestador de serviços de meio ambiente no mundo
  - 90 milhões de habitantes fornecidos com água potável
  - 46 milhões de pessoas servidas com higiene
  - 58 milhões de pessoas servidas em saneamento

### Números provisionais
- 10 bilhões de Euros em média investidos por ano entre 2008-2010
- 100 GW de capacidade até 2013 incluindo mais de 10 GW na França
- EBITDA de 17 bilhões de Euros durante 2010
- Distribuição de dividendos de mais de 50% do lucro líquido

### Recursos Humanos
- 200 000 funcionários incluindo 136 200 em energia e serviços e 62 000 no meio ambiente
- Europe : 181 600 funcionários incluindo 102 200 na França e 23 100 na Bélgica
- América do Norte : 4 400 funcionários
- América do Sul : 2 700 funcionários

... 
- América do Sul : 2 700 funcionários

## Atuação na América do Sul
Em março de 2025, a subsidiária peruana **Engie Energía Perú** assinou um contrato com o governo do Peru — representado pelo Ministério da Economia e Finanças (MEF), Ministério de Energia e Minas (Minem) e ProInversión — para desenvolver três projetos de infraestrutura elétrica nas regiões de Apurímac, Huancavelica e Cusco. O investimento previsto é de 127 milhões de dólares e beneficiará diretamente mais de 700 mil pessoas.

## GDF SUEZ no Brasil
GDF SUEZ está presente no Brasil há mais de 50 anos. Sua implantação inicial no país foi através da empresa Degrémont, especialista em tratamento d’água em locais industriais, em 1958. Sua filial Tractebel Energia, presente no Brasil desde 2002, produziu 7500 MW em 2009, ou seja 7% da energia total produzida no Brasil (104000 MW em 2009). O grupo se tornou o ator principal no setor de energia, engenharia e tratamento d’água no país e tem um volume de vendas de 1,3 bilhões de Euros, com 1700 empregados. É um dos grupos empresariais que mais remete lucros ao exterior.

### Jirau
Foi o consórcio Energia Sustentável do Brasil (ESBR) quem ganhou a licitação da construção da central hidrelétrica Jirau. Além de construir a barragem, o consórcio se comprometeu em implementar 33 programas socioambientais, conforme à legislação brasileira, visando à preservar os recursos naturais e o meio ambiente. Isso representa compensações sociais, investidos nas áreas de saúde, segurança pública, educação e infraestrutura. As compensações sociais da Usina Jirau totalizam R$ 160 milhões.
De acordo com o documento apresentado pela ESBR em setembro de 2011 à ministra do Planejamento Miriam Belchior, o consórcio ESBR declarou ter cumprido com 71.9% dos objetivos em termos de compensações socioambientais na construção da usina. (O consórcio Energia Sustentável do Brasil, responsável pela hidrelétrica Jirau (RO - 3.750 MW), informou já ter cumprido 71,9% das compensações socioambientais pela construção da usina, o que significa investimentos realizados de R$ 156,4 milhões. Um documento de 158 páginas e o detalhado relatório fotográfico sobre a obra foram entregues à ministra do Planejamento, Miriam Belchior, na última sexta-feira, 16 de setembro).
Em outubro 2011, a ESBR enviou às autoridades públicas e políticas um documento de 160 páginas sobre o andamento dos programas.
Entre eles: Construção de Nova Mutum Paraná, um projeto urbanístico de 1600 casas destinadas à população da antiga cidade Mutum Paraná, afim de atender o programa de remanejamento das populações atingidas.
Outros exemplos de projetos concluídos: Na área de educação: a reforma e a ampliação da Escola Municipal Maria Jacira, em Nova Califórnia, na região de Ponta do Abunã, que em 2012 passará a dispor de pelo menos 100 novas vagas com o aumento do prédio. Na área de saúde pública: a ESBR financiou o projeto executivo de um novo hospital em Porto Velho, projetado para aliviar a superlotação do hospital João Paulo II. Na área de proteção da fauna: um programa de proteção dos peixes do rio Madeira. Com índice zero de mortandade, a Usina Hidrelétrica Jirau concluiu, esta semana, as ações do Programa de Resgate e Salvamento da Ictiofauna.

### Responsabilidade social e de meio ambiente
Em 2010, por liderar o consórcio responsável pela obra de Jirau, a GDF SUEZ foi indicada para o Public Eye Award, um antiprêmio atribuído todos os anos em Davos, Suíça, à empresa ou organização mais irresponsável social e ambientalmente em todo o mundo. Organizações ambientalistas acusam a GDF SUEZ de violação de normas de proteção ambiental e de ignorar os direitos humanos das populações indígenas, ameaçadas pela construção da hidrelétrica.
Em 13 de janeiro de 2010, 16 entidades, dentre as quais Survival International, Amigos da Terra - Amazônia Brasileira, Associação de Defesa Etnoambiental Kanindé, Amazon Watch, Movimentos dos Atingidos por Barragens - MAB, Instituto Madeira Vivo, Greenpeace,  Grupo de Trabalho Amazônico (GTA) e a organização France Libertés - Fondation Danielle Mitterrand, da ex-primeira dama da França, enviaram carta ao presidente do grupo, Gérard Mestrallet, ao presidente da SUEZ na América Latina, Jan Flachet, e a Victor Paranhos, presidente da Energia Sustentável do Brasil, administradora do consórcio responsável pela obra. O presidente Nicolas Sarkozy também recebeu cópia da carta, já que 35,6% das ações da SUEZ pertencem ao estado francês. Segundo o dirigente da Survival International France, Jean-Patrick Razon, "é um absurdo que o governo francês esteja utilizando dinheiro público para financiar uma companhia vergonhosa, responsável por destruir o rio Madeira e uma região de enorme importância ecológica e sociocultural. Além disso, a sobrevivência de povos indígenas isolados, que são os mais vulneráveis do planeta, é uma grande preocupação, pois serão expulsos de suas terras e expostos a doenças contra as quais eles não têm imunidade." 
No entanto, a Survival International voltou na sua crítica: "a Survival baseou suas acusações de colocarmos em perigo tribos isoladas com a construção da barragem no rio Madeira, no Brasil, em um relatório feito pela Funai, no entanto quando contatada a Funai não reconheceu tal relatório", lembra Jérôme Chambin, de GDF SUEZ. A ONG reconhece o equívoco. "O relatório tinha sido elaborado por representantes locais da Funai, mas não tinha sido aprovado por Brasília", admite Sophie Baillon, da filial francesa de Survival, em Paris. Ao construir um canteiro de obras com um tipo de licença inexistente na legislação ambiental brasileira, a GDF SUEZ e seus parceiros no consórcio foram autuados por desmatamento ilegal, sendo atualmente réus em ações civis públicas ajuizadas no Brasil pelos Ministérios Públicos Federal e Estadual de Rondônia e por organizações da sociedade civil.